# منطقة الوار
الوار رمزها «AL» (بالإنجليزية: Alwar)‏ ، هو تقسيم إداري لدولة الهند تتبع ولاية راجاستان (بالإنجليزية: Rajasthan)‏ ، مركزها هو مدينة الوار (بالإنجليزية: Alwar)‏ عدد سكانها حسب تعداد سنة 2001 هو 2,990,862 ، مساحتها 8,380 كم² وكثافة السكان 357 لكل كم² .

## أعلام
- ماهيش شارما